# Sharif Dean
Sharif Dean (* 14. August 1947 in Casablanca; † 14. Februar 2019 in Oran) war ein algerisch-französischer Musiker. Sein Titel Do you love me? war ein One-Hit-Wonder.

## Leben
Dean war Sohn einer französischen Mutter und eines algerischen Vaters. Seine Kindheit verbrachte er in Paris, wo er mit der zeitgenössischen Musik in Berührung kam. Er gewann bei einem Musikwettbewerb von Radio Monte Carlo. Hierdurch bekam er einige Engagements in deutschen Clubs. Zwischendurch studierte er in Brüssel, wo er 1973 seinen Abschluss in Philosophie und Literaturwissenschaften machte. Danach widmete er sich ganz seiner Gesangskarriere.
In Zusammenarbeit mit dem belgischen Musikproduzenten Jean Huygmans entstand 1972 seine erste Single Mary-Ann, die kein Hit wurde. Im Jahr darauf verfasste Dean den Titel Do You Love Me?. Sie wurde zur ersten belgischen Single, welche die niederländischen Jahrescharts anführte. In Belgien wurden mehr als 100.000 Exemplare verkauft. Der Titel ist ein Duett mit der belgischen Sängerin Eveline D'Haese.